# کارل شوی
کارل شوی (به آلمانی: Karl Schoy) (زاده ۷ آوریل ۱۸۷۷ در بیتلشیس - درگذشته ۶ دسامبر ۱۹۲۵ در فرانکفورت) تاریخ‌نگار و پژوهشگر تاریخ ریاضیات اهل آلمان بود. زمینه کاری شوی بیشتر ریاضیات قرون وسطی در خاورمیانه و برخی ریاضیدانان ایرانی به ویژه بیرونی بود.

## زندگینامه
کارل شوی در سال ۱۸۷۷ در بیتلشیس آلمان به دنیا آمد. پدرش معلمی با درآمد ناچیز بود و از همین رو در ابتدا تحصیل سطوح بالاتر برایش ممکن نشد. اما سرانجام در مدرسه تربیت معلم میرزبورگ تحصیلاتش را ادامه داد. در سال ۱۹۱۱ مدرک دکترای خود را از دانشگاه صنعتی مونیخ با تزی دربارهٔ تاریخ توسعه روشهای تعیین منحنی دوران محوری در نزد گذشتگان دریافت کرد. استادان راهنمای او زیگموند گونتر و سباستین فینستروالدر بودند.
شوی که پس از درگذشت هاینریش سوتر، به عنوان جانشین او در زمینه ریاضیات و ستاره‌شناسی در خاورمیانه در نظر گرفته می‌شد، در سن ۴۹ سالگی در دسامبر ۱۹۲۵ و در حالیکه تنها چند هفته پیش از آن به استادی دانشگاه فرانکفورت منصوب شده و به فرانکفورت نقل مکان کرده بود درگذشت.

## آثار
شوی پژوهشهای زیادی را دربارهٔ تاریخچه مثلثات در قرون وسطی در خاورمیانه انجام داد و به ویژه در سال ۱۹۲۴ کتابی دربارهٔ ریاضیدان ایرانی، ابوریحان بیرونی با نام «آموزه‌های مثلثاتی ستاره‌شناس ایرانی ابوریحان محمدبن احمد بیرونی بر پایه قانون مسعودی» نوشت که پس از مرگش در سال ۱۹۲۷ به وسیلهٔ یولیوس روسکا و و ویلایتنر منتشر شد. این کتاب دارای آگاهیهای فراوانی دربارهٔ دانش مثلثات در نزد بیرونی است و جرج سارتن که در جلد دهم مجله ایسیس آن را معرفی کرده‌است، نوشته است که این اثر کارل شوی مطالبی اساسی به معلومات ما دربارهٔ دانش مثلثات در دوره اسلامی می‌افزاید. شصت و سه صفحه نخست این کتاب برگردان مقاله سوم کتاب «قانون مسعودی» به زبان آلمانی است. در صفحات ۶۳ تا ۷۴ آن شوی دربارهٔ بابهای دوم، چهاردهم وهفدهم از مقاله چهارم و باب ششم از مقاله پنجم و باب یازدهم از مقاله چهارم قانون مسعودی بحث کرده‌است. سپس دو رساله از ثابت بن قره و ابن هیثم را به زبان آلمانی برگردانده و صفحات ۹۲ تا ۱۰۰ مشتمل بر «بقیه جدول جیب» از روی «زیج الغ بیگ» و مابقی مشتمل بر جداول ظل معکوس نیز از روی همان زیج است. کارل شوی نوشته‌های دیگری نیز دربارهٔ مثلثات در دوره اسلامی دارد.